# Нортенгерское аббатство
«Нортенгерское абба́тство» (англ. Northanger Abbey) — первый подготовленный к публикации роман Джейн Остин, хотя он был написан после «Чувства и чувствительности» и «Гордости и предубеждения».
По словам Кассандры Остин роман «Сьюзен» (таково было первоначальное название) был написан в 1798—1799 годах. В 1803 году Остин подкорректировала его для печати и продала лондонской книготорговой компании Crosby & Co за £10. Но компания, не зная об авторстве Остин, выступила против публикации и отослала рукопись брату писательницы Генри Остину.
Роман увидел свет лишь после её смерти, в конце декабря 1817 года, под одной обложкой с другим романом — «Доводы рассудка».
Русский перевод романа был выполнен И. С. Маршаком.

## Сюжет
История семнадцатилетней девушки Кэтрин Морланд, романтичной и увлечённой готической литературой. Кэтрин приглашена богатыми соседями посетить вместе с ними Бат. Первое время девушка страдает от одиночества, но вскоре её знакомят с загадочным молодым человеком, мистером Генри Тилни, а затем и с другими членами его семьи. В то же время в её окружении появляется бойкая Изабелла Торп, которая мечтает выйти замуж за брата Кэтрин, Джеймса. Кэтрин оказывается в центре интриг.

## Основные персонажи
- Кэтрин Морланд (англ. Catherine Morland) — семнадцатилетняя девушка, поглощённая чтением готических романов. В детстве «была шумной и озорной девочкой»[1], однако, к пятнадцати годам «она начала завивать волосы… её внешность улучшилась, лицо округлилось и посвежело, глаза стали более выразительными, а фигура — соразмерной. Она перестала быть грязнулей и научилась следить за собой, превратившись в опрятную и миловидную девушку»[1]. Любящая сестра, имеет большую семью. Часто Кэтрин представляет себя героиней готического романа. В силу своего возраста она наивна, скромна, добродушна и плохо знает жизнь. Генри Тилни находит её откровенной и оттого забавной. Характер мисс Морланд растёт по ходу романа — учась на своих ошибках, она постепенно становится настоящей героиней.
- Джеймс Морланд (англ. James Morland) — старший брат Кэтрин. Является предметом пылких взаимных чувств подруги Кэтрин Изабеллы Торп.
- Генри Тилни (англ. Henry Tilney) — высокообразованный священнослужитель (ему около двадцати пяти лет), младший сын состоятельной семьи Тилни. Для Кэтрин он олицетворение романтического героя. Он саркастичен, интуитивно развит и талантлив, остр на язык и обаятелен, внимателен и заботлив (отношения с сестрой). По мнению исследователя творчества Остин Маргарет С. Салливан этот персонаж списан с известного английского писателя Сиднея Смита.
- Джон Торп (англ. John Thorpe) — брат Изабеллы; заносчивый и крайне хвастливый молодой человек. Неприятен Кэтрин. «Испытывает» к ней симпатию.
- Изабелла Торп (англ. Isabella Thorpe) — сестра Джона, подруга Кэтрин, возлюбленная Джеймса. Лицемерная, ветреная и корыстная молодая особа, занятая поисками богатого мужа. По прибытии в Бат знакомится с Кэтрин Морланд и заводит с ней дружбу. Кроме того, когда мисс Торп узнаёт о наличии у подруги брата Джеймса (девушка по недоразумению подозревает в более выгодном финансовом положении) она влюбляет его в себя, водит за нос, и в конце концов изменяет с Фредериком Тилни, после чего помолвка расторгается.
- Генерал Тилни (англ. General Tilney) — суровый родитель Фредерика, Генри и Элинор Тилни. Отставной генерал.
- Элинор Тилни (англ. Eleanor Tilney) — сестра Генри. Проживает в аббатстве Нортенгер. Компаньонка Кэтрин и Генри. Послушная дочь, сердечный друг, милая сестра, находится под гнётом отца.
- Фредерик Тилни (англ. Frederick Tilney) — старший брат Генри (предполагаемый наследник семейного состояния), офицер армии, любитель флирта и красивых женщин.
- Мистер Аллен (англ. Mr. Allen) — приятный мужчина, некоторым напоминающий мистера Беннета, отца семейства Беннетов из романа «Гордость и предубеждение».
- Миссис Аллен (англ. Mrs. Allen) — слегка праздная женщина, любит модно наряжаться и повторять за другими их же реплики.